# 埃利斯·库珀
艾利斯·库珀（Alice Cooper；1948年2月4日—），出生名為文森特·达蒙·傅奈尔（ Vincent Damon Furnier），是一位美国摇滚歌手、作曲家和音乐家。他的职业生涯将近五十年。他的舞台形式包括断头台、电动椅、假血、蟒蛇、娃娃玩具、拐杖和剑决斗，被粉絲和同行一致认为是“休克摇滚教父”; 库珀已被刻画为从恐怖电影、杂技以及车库摇滚开拓出一个被设计成为惊悚的舞台和恐怖品牌。
2011年初，埃利斯·庫珀樂團队入选了摇滚名人堂。